# Persone di nome Joey
| Questa pagina contiene informazioni ricavate automaticamente dalle voci biografiche con l'ausilio del template Bio e di un bot. L'aggiornamento è periodico e automatico e ricostruisce completamente la pagina. Se manca una persona in questa lista, sei pregato di non aggiungerla, ma accertati piuttosto che la sua voce biografica contenga il template Bio e che i dati anagrafici siano correttamente compilati. Se il template Bio manca, inseriscilo tu stesso o, in alternativa, metti l'avviso {{tmp\|Bio}} che ne segnala la mancanza. Se i dati riportati sono sbagliati, correggi direttamente la voce biografica; le modifiche saranno visibili in questa lista entro pochi giorni. Per chiarimenti vedi il progetto antroponimi. La lista contiene solo le 60 persone che sono citate nell'enciclopedia e per le quali è stato implementato correttamente il template Bio. Pagina aggiornata al 6 ago 2025. |

Questa è una lista di persone presenti nell'enciclopedia che hanno il nome Joey, suddivise per attività principale.

## Allenatori di calcio(1)
- Joey O'Brien, allenatore di calcio e ex calciatore irlandese (Dublino, n. 1986)

## Animatori(1)
- Joey So, animatore e regista canadese (London, n. 1972)

## Arbitri di calcio(1)
- Joey Kooij, arbitro di calcio olandese (Oostzaan, n. 1991)

## Attori(7)
- Joey Batey, attore e musicista britannico (Newcastle upon Tyne, n. 1989)
- Joey Bragg, attore e comico statunitense (Union City, n. 1996)
- Joey Camen, attore e doppiatore statunitense (Detroit, n. 1957)
- Joey Cramer, attore canadese (Vancouver, n. 1973)
- Joey Luthman, attore statunitense (Dayton, n. 1997)
- Joey Miyashima, attore statunitense (n. 1957)
- Joey Pollari, attore statunitense (n. 1994)

## Attori pornografici(2)
- Joey Silvera, attore pornografico statunitense (New York, n. 1951)
- Joey Stefano, attore pornografico statunitense (Chester, n. 1968 - Hollywood, † 1994)

## Attrici(4)
- Joey Lauren Adams, attrice statunitense (Little Rock, n. 1968)
- Joey King, attrice statunitense (Los Angeles, n. 1999)
- Marion Mack, attrice e sceneggiatrice statunitense (Mammoth, n. 1902 - Costa Mesa, † 1989)
- Joey Wong, attrice taiwanese (Taipei, n. 1967)

## Bassisti(2)
- Joey DeMaio, bassista statunitense (Auburn, n. 1954)
- Joey Vera, bassista statunitense (Los Angeles, n. 1963)

## Batteristi(4)
- Joey Covington, batterista e compositore statunitense (Johnstown, n. 1945 - Palm Springs, † 2013)
- Joey Franco, batterista statunitense (New York, n. 1951)
- Joey Image, batterista statunitense (Weehawken, n. 1957 - † 2020)
- Joey Waronker, batterista e produttore discografico statunitense (Los Angeles, n. 1969)

## Calciatori(11)
- Joey Belterman, calciatore olandese (Amsterdam, n. 1993)
- Joey van den Berg, ex calciatore olandese (Nijeveen, n. 1986)
- Joey Godee, calciatore olandese (Utrecht, n. 1989)
- Joey Jacobs, calciatore olandese (Purmerend, n. 2000)
- Joey Jones, calciatore gallese (Llandudno, n. 1955 - † 2025)
- Joey Konings, calciatore olandese (Heesch, n. 1998)
- Joey Pelupessy, calciatore olandese (Almelo, n. 1993)
- Joey Sleegers, calciatore olandese (Helmond, n. 1994)
- Joey Suk, calciatore olandese (Deventer, n. 1989)
- Joey Taylor, calciatore montserratiano (n. 1997)
- Joey Veerman, calciatore olandese (Volendam, n. 1998)

## Cantanti(2)
- Joey Belladonna, cantante statunitense (Oswego, n. 1960)
- Joey Yung, cantante e attrice cinese (Hong Kong, n. 1980)

## Cestisti(2)
- Joey Vickery, ex cestista canadese (Winnipeg, n. 1967)
- Joey Wright, ex cestista e allenatore di pallacanestro statunitense (Alton, n. 1968)

## Chitarristi(3)
- Joey Allen, chitarrista statunitense (Fort Wayne, n. 1964)
- Joey Eppard, chitarrista statunitense (Kingston, n. 1976)
- Joey Tafolla, chitarrista statunitense (n. 1962)

## Ciclisti su strada(1)
- Joey Rosskopf, ex ciclista su strada statunitense (Decatur, n. 1989)

## Disc jockey(1)
- Joey Beltram, disc jockey e produttore discografico statunitense (New York, n. 1971)

## Fotografi(1)
- Joey Shaw, fotografo italiano (Milano, n. 1969)

## Giocatori di football americano(3)
- Joey Bosa, giocatore di football americano statunitense (Fort Lauderdale, n. 1995)
- Joey Browner, ex giocatore di football americano statunitense (Warren, n. 1960)
- Joey Hunt, giocatore di football americano statunitense (El Campo, n. 1994)

## Musicisti(1)
- Joey Santiago, musicista filippino (Manila, n. 1965)

## Nuotatrici(1)
- Joey Paccagnella, nuotatrice artistica italiana (Dolo, n. 1981)

## Organisti(1)
- Joey DeFrancesco, organista statunitense (Springfield, n. 1971 - † 2022)

## Ostacolisti(1)
- Joey Woody, ex ostacolista statunitense (Iowa City, n. 1973)

## Pattinatori di velocità su ghiaccio(1)
- Joey Mantia, pattinatore di velocità su ghiaccio statunitense (Ocala, n. 1986)

## Piloti automobilistici(1)
- Joey Logano, pilota automobilistico statunitense (Middletown, n. 1990)

## Piloti motociclistici(1)
- Joey Litjens, pilota motociclistico olandese (Venray, n. 1990)

## Produttori discografici(1)
- Joey Sturgis, produttore discografico, musicista e cantante statunitense (Connersville, n. 1985)

## Pugili(1)
- Joey Archer, pugile statunitense (New York, n. 1938 - Albany, † 2025)

## Registi(1)
- Joey Stewart, regista, produttore cinematografico e attore statunitense

## Rugbisti a 15(1)
- Joey Carbery, rugbista a 15 neozelandese (Auckland, n. 1995)

## Sceneggiatrici(1)
- Joey Soloway, sceneggiatrice, regista e scrittrice statunitense (Chicago, n. 1965)

## Tennisti(1)
- Joey Rive, ex tennista statunitense (San Juan, n. 1963)

## Senza attività specificata(1)
- Joey Marella, statunitense (Willingboro, n. 1963 - Willingboro, † 1994)